# Польша на зимних Олимпийских играх 1964
Польша принимала участие в Зимних Олимпийских играх 1964 года в Инсбруке (Австрия) в девятый раз за свою историю, но не завоевала ни одной медали. Сборную страны представлял 51 спортсмен, в том числе 11 женщин, состязавшиеся в восьми видах спорта.

## Горнолыжный спорт
Мужчины
| Спортсмен          | Дисциплина        | Результат | Результат |
| Спортсмен          | Дисциплина        | Время     | Место     |
| ------------------ | ----------------- | --------- | --------- |
| Анджей Дережинский | Скоростной спуск  | 2:35.89   | 49        |
| Бронислав Тжебуня  | Скоростной спуск  | 2:32.29   | 40        |
| Ежи Война Орлевич  | Скоростной спуск  | 2:25.88   | 24        |
| Анджей Дережинский | Гигантский слалом | DSQ       | -         |
| Ежи Война Орлевич  | Гигантский слалом | 2:06.44   | 41        |
| Бронислав Тжебуня  | Гигантский слалом | 1:59.82   | 29        |

Слалом
| Спортсмен          | Квалификация | Квалификация | Квалификация | Квалификация | Финал   | Финал | Финал   | Финал | Финал   | Финал          |
| Спортсмен          | Время 1      | Место        | Время 2      | Место        | Время 1 | Место | Время 2 | Место | Итог    | Итоговое место |
| ------------------ | ------------ | ------------ | ------------ | ------------ | ------- | ----- | ------- | ----- | ------- | -------------- |
| Бронислав Тжебуня  | 57.72        | 38           | 56.55        | 13 QF        | 1:16.27 | 27    | 1:06.46 | 26    | 2:22.73 | 27             |
| Анджей Дережинский | 56.75        | 35           | 56.66        | 14 QF        | 1:18.21 | 30    | 1:09.30 | 34    | 2:27.51 | 33             |
| Ежи Война Орлевич  | 54.55        | 17 QF        | -            | -            | 1:18.31 | 31    | 1:06.68 | 28    | 2:24.99 | 30             |

Женщины
| Спортсменка                       | Дисциплина        | Результат 1 | Результат 1 | Результат 2 | Результат 2 | Итог    | Итог  |
| Спортсменка                       | Дисциплина        | Время       | Место       | Время       | Место       | Время   | Место |
| --------------------------------- | ----------------- | ----------- | ----------- | ----------- | ----------- | ------- | ----- |
| Мария Гонсеница Даниэль-Шатковска | Скоростной спуск  |             |             |             |             | 2:11.75 | 41    |
| Мария Гонсеница Даниэль-Шатковска | Гигантский слалом |             |             |             |             | 2:10.20 | 36    |
| Мария Гонсеница Даниэль-Шатковска | Слалом            | DSQ         | -           | -           | -           | DSQ     | -     |

## Биатлон
Мужчины
| Дисциплина | Спортсмен             | Время     | Промахи | Итоговое время1 | Место |
| ---------- | --------------------- | --------- | ------- | --------------- | ----- |
| 20 км      | Станислав Стырчула    | 1’32:52.1 | 4       | 1’40:52.1       | 35    |
| 20 км      | Юзеф Гонсеница-Собчак | 1’22:00.6 | 6       | 1’34:00.6       | 20    |
| 20 км      | Станислав Щепаняк     | 1’27:43.5 | 3       | 1’33:43.5       | 18    |
| 20 км      | Юзеф Рубись           | 1’22:31.6 | 2       | 1’26:31.6       | 6     |

1 За каждый промах добавлено две минуты.

## Лыжные гонки
Мужчины
| Дисциплина | Спортсмен        | Результат | Результат |
| Дисциплина | Спортсмен        | Время     | Место     |
| ---------- | ---------------- | --------- | --------- |
| 15 км      | Юзеф Гут Мисиага | 57:27.1   | 45        |
| 15 км      | Тадеуш Янковский | 55:57.2   | 33        |
| 15 км      | Эдуард Будный    | 55:35.2   | 28        |
| 15 км      | Юзеф Рысула      | 54:09.4   | 21        |
| 30 км      | Генрик Марек     | DSQ       | -         |
| 30 км      | Тадеуш Янковский | 1’42:34.0 | 40        |
| 30 км      | Альфонс Дорнер   | 1’41:31.9 | 35        |
| 30 км      | Юзеф Рысула      | 1’38:29.1 | 24        |

Мужская эстафета 4 × 10 км
| Спортсмены                                                  | Результат | Результат |
| Спортсмены                                                  | Время     | Место     |
| ----------------------------------------------------------- | --------- | --------- |
| Юзеф Гут Мисиага Тадеуш Янковский Эдуард Будный Юзеф Рысула | 2’27:27.0 | 8         |

Женщины
| Дисциплина | Спортсменка     | Результат | Результат |
| Дисциплина | Спортсменка     | Время     | Место     |
| ---------- | --------------- | --------- | --------- |
| 5 км       | Вероника Будная | 21:07.1   | 27        |
| 5 км       | Чеслава Стопка  | 20:34.4   | 24        |
| 5 км       | Тереза Тшебуня  | 20:25.8   | 23        |
| 5 км       | Стефания Бигун  | 19:16.0   | 14        |
| 10 км      | Тереза Тшебуня  | 47:20.3   | 24        |
| 10 км      | Чеслава Стопка  | 46:57.1   | 23        |
| 10 км      | Стефания Бигун  | 44:45.0   | 18        |

Женская эстафета 3 x 5 км
| Спортсменки                                  | Результат | Результат |
| Спортсменки                                  | Время     | Место     |
| -------------------------------------------- | --------- | --------- |
| Тереза Тшебуня Чеслава Стопка Стефания Бигун | 1’08:55.4 | 7         |

## Хоккей
Польская хоккейная сборная проиграла свой первый матч 1:2 Германии и попала в группу Б, в которой разыгрывались 9-16 места. В последующих семи матчах поляки одержали шесть побед, в частности разгромив Италию 7:0, и уступили только Японии и Австрии, заняв итоговое 9 место.
- Польша 1:2 Германия
- Польша 6-1 Румыния
- Польша 4-2 Норвегия
- Польша 6-2 Венгрия
- Польша 7-0 Италия
- Япония 4-3 Польша
- Польша 9-3 Югославия
- Австрия 1-5 Польша

## Санный спорт
Мужчины
| Спортсмен           | Заезд 1 | Заезд 1 | Заезд 2 | Заезд 2 | Заезд 3 | Заезд 3 | Заезд 4 | Заезд 4 | Итого   | Итого |
| Спортсмен           | Время   | Место   | Время   | Место   | Время   | Место   | Время   | Место   | Время   | Место |
| ------------------- | ------- | ------- | ------- | ------- | ------- | ------- | ------- | ------- | ------- | ----- |
| Эдвард Фендер       | DNF     | -       | -       | -       | -       | -       | -       | -       | DNF     | -     |
| Ежи Войнар          | 1:04.47 | 33      | 53.14   | 10      | 1:10.72 | 31      | 1:03.36 | 29      | 4:11.69 | 28    |
| Мечислав Павелкевич | 54.00   | 14      | 52.70   | 5       | 52.66   | 6       | 53.66   | 10      | 3:33.02 | 6     |
| Луцьян Кудзя        | 53.11   | 9       | 55.44   | 21      | 52.36   | 4       | 53.51   | 8       | 3:34.42 | 11    |

Мужчины (двойки)
| Спортсмены                        | Заезд 1 | Заезд 1 | Заезд 2 | Заезд 2 | Итого   | Итого |
| Спортсмены                        | Время   | Место   | Время   | Место   | Время   | Место |
| --------------------------------- | ------- | ------- | ------- | ------- | ------- | ----- |
| Луцьян Кудзя Ришард Пендрак       | 51.95   | 6       | 51.82   | 5       | 1:43.77 | 5     |
| Эдвард Фендер Мечислав Павелкевич | 52.60   | 9       | 52.53   | 7       | 1:45.13 | 7     |

Женщины
| Спортсменка           | Заезд 1 | Заезд 1 | Заезд 2 | Заезд 2 | Заезд 3 | Заезд 3 | Заезд 4 | Заезд 4 | Итого   | Итого |
| Спортсменка           | Время   | Место   | Время   | Место   | Время   | Место   | Время   | Место   | Время   | Место |
| --------------------- | ------- | ------- | ------- | ------- | ------- | ------- | ------- | ------- | ------- | ----- |
| Барбара Горгонь-Флонт | 54.24   | 9       | 53.01   | 6       | 52.46   | 6       | 53.02   | 5       | 3:32.73 | 5     |
| Хелена Махер          | 53.15   | 6       | 54.50   | 9       | 54.55   | 9       | 53.67   | 8       | 3:35.87 | 8     |
| Ирена Павелчик        | 52.81   | 5       | 52.42   | 4       | 52.47   | 7       | 52.82   | 4       | 3:30.52 | 4     |

## Лыжное двоеборье
Лыжное двоеборье состояло из прыжков с трамплина (три попытки, из них две лучшие в зачёт) и лыжной гонки на 15 км.
| Спортсмен    | Прыжки с трамплина | Прыжки с трамплина | Прыжки с трамплина | Прыжки с трамплина | Лыжная гонка | Лыжная гонка | Лыжная гонка | Итог   | Итог  |
| Спортсмен    | Расстояние 1       | Расстояние 2       | Очков              | Место              | Время        | Очков        | Место        | Очков  | Место |
| ------------ | ------------------ | ------------------ | ------------------ | ------------------ | ------------ | ------------ | ------------ | ------ | ----- |
| Эрвин Фейдор | 68.0               | 72.0               | 219.1              | 8                  | 54:41.3      | 187.06       | 19           | 406.16 | 14    |

## Прыжки с трамплина
Выполнялись три прыжка, в зачёт шли два лучших.

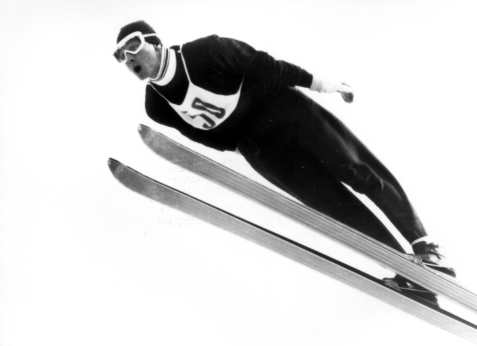
Анджей Штольф

| Спортсмен     | Дисциплина   | Прыжок 1   | Прыжок 1 | Прыжок 2   | Прыжок 2 | Итог  | Итог  |
| Спортсмен     | Дисциплина   | Расстояние | Очки     | Расстояние | Очки     | Очки  | Место |
| ------------- | ------------ | ---------- | -------- | ---------- | -------- | ----- | ----- |
| Ричард Витке  | Обычный холм | 73.5       | 94.5     | 72.0       | 91.6     | 186.1 | 45    |
| Антоний Лачак | Обычный холм | 72.5       | 95.1     | 74.0       | 99.2     | 194.3 | 34    |
| Пётр Вала     | Обычный холм | 75.0       | 101.1    | 74.0       | 100.9    | 201.0 | 22    |
| Юзеф Пшибыла  | Обычный холм | 78.0       | 104.5    | 74.0       | 98.7     | 203.2 | 18    |
| Ричард Витке  | Высокий холм | 86.0       | 96.4     | 74.0       | 90.9     | 187.3 | 35    |
| Анджей Штольф | Высокий холм | 85.0       | 96.7     | 79.5       | 99.5     | 196.2 | 26    |
| Юзеф Пшибыла  | Высокий холм | 92.0       | 106.1    | 87.5       | 105.2    | 211.3 | 9     |
| Пётр Вала     | Высокий холм | 86.5       | 97.0     | 88.0       | 105.9    | 205.5 | 15    |

## Конькобежный спорт
Женщины
| Дисциплина | Спортсменка          | Результат | Результат |
| Дисциплина | Спортсменка          | Время     | Место     |
| ---------- | -------------------- | --------- | --------- |
| 500 м      | Хелена Пилейчик      | 50.1      | 23        |
| 500 м      | Аделайда Мрошке      | 49.9      | 22        |
| 500 м      | Эльвира Серочиньская | 48.8      | 16        |
| 1000 м     | Эльвира Серочиньская | 1:42.1    | 22        |
| 1000 м     | Аделайда Мрошке      | 1:41.7    | 21        |
| 1000 м     | Хелена Пилейчик      | 1:39.8    | 15        |
| 1500 м     | Эльвира Серочиньская | 2:39.3    | 26        |
| 1500 м     | Хелена Пилейчик      | 2:38.3    | 25        |
| 1500 м     | Аделайда Мрошке      | 2:36.4    | 22        |
| 3000 м     | Хелена Пилейчик      | 5:47.3    | 26        |
| 3000 м     | Аделайда Мрошке      | 5:47.1    | 25        |